# Annette Maye

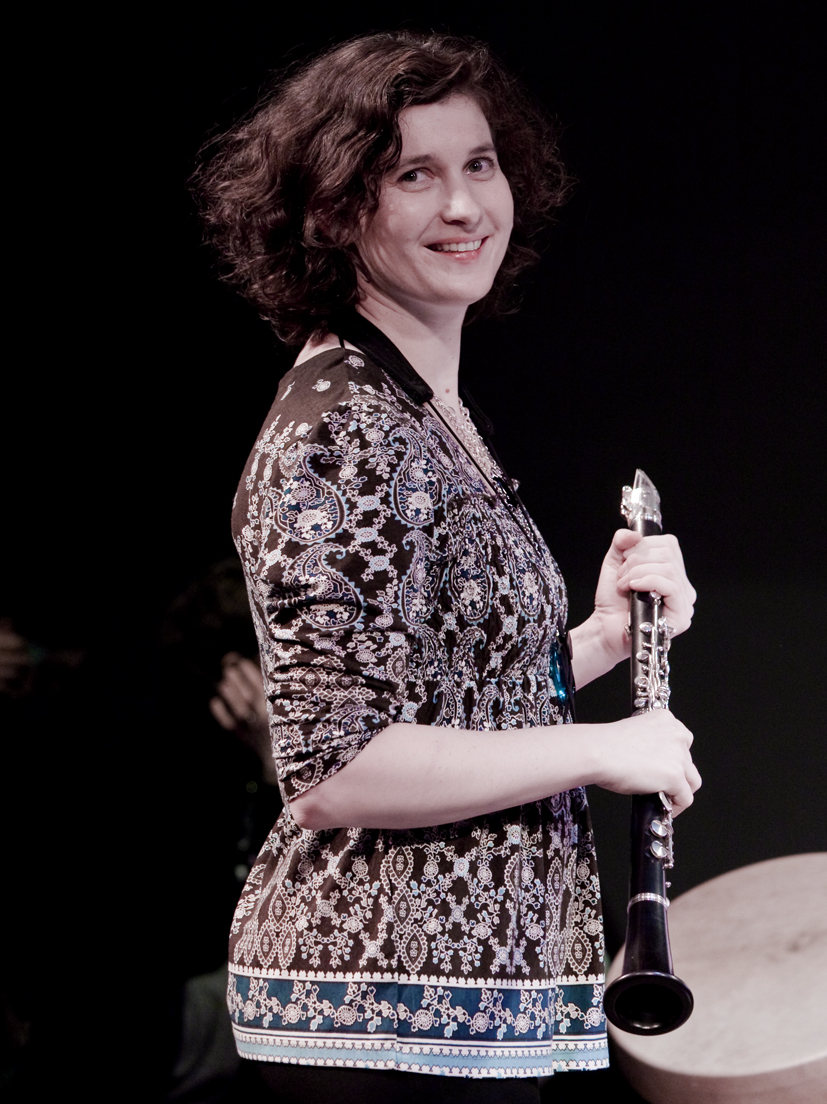
Annette Maye im Alten Pfandhaus, Köln, 21. Januar 2010

Annette Maye (* 1974 in Flensburg) ist eine deutsche Klarinettistin und Musikwissenschaftlerin. Sie ist vor allem in den Bereichen Weltmusik, Jazz, Freie Improvisation und Neue Musik tätig.

## Leben und Wirken
Nach abgeschlossenem Studium der Osteuropäischen Geschichte, Musikwissenschaft und Ostslawistik an der Albert-Ludwigs-Universität Freiburg studierte Maye Klarinette und Bassklarinette bei Claudio Puntin und Frank Gratkowski an der Musikhochschule Köln. Des Weiteren verbrachte sie einige Monate als Erasmus-Stipendiatin am Conservatoire Nationale Supérieur in Paris und studierte dort bei Riccardo del Fra.
Als Komponistin ist sie insbesondere für das deutsch-türkische Trio ensemble FisFüz tätig, dessen Mitbegründerin und langjährige Klarinettistin sie ist. Ensemble FisFüz erhielt 1998 den SWR Weltmusikpreis und hat zahlreiche CD-Alben veröffentlicht. Mit dem PyromanDuo mit Laia Genc, dessen Debüt-CD 2006 von den deutschen Fachmagazinen positive Resonanz erhielt, arbeitete sie in den Jahren 2004–2008 zusammen.
Darüber hinaus spielte mit dem Daniel Speer Trio, James Choice Orchestra und Banda Metafisica, der Schäl Sick Brass Band sowie als Gast im United Women’s Orchestra, bei der Alexandra Naumann Band und bei El Houssaine Kili.
Maye ist Begründerin und Mitglied des Duo Doyna (Modern Klezmer) zusammen mit dem Kölner Jazzgitarristen Martin Schulte. Sie spielte im Tabadoul Orchestra ägyptische Musik des Komponisten Mohamed Abdel Wahab. Im ensemble FisFüz und in ihrem Projekt Annette Maye´s Vinograd Express arbeitet Annette Maye auch mit dem international etablierten italienischen Klarinettenvirtuosen Gianluigi Trovesi zusammen. Mit ihm zusammen hat sie mehrere CDs (Papillons 2012, Remembering Masada 2015) eingespielt. Weiterhin spielte sie mit Günter „Baby“ Sommer (Deutschland), Glen Velez (USA), Arkady Shilkloper (Russland), Jean-Louis Matinier (Frankreich), Anat Cohen (Israel/USA), Gabriele Mirabassi (Italien), Kazutoki Umezu (Japan), Giora Feidman (Israel), Mohamed Mounir (Ägypten), Michel Godard (Frankreich), dem Tonkünstler-Orchester Niederösterreich und Noreum Machi (Südkorea) zusammen. Daneben tritt sie als Solistin auf. Durch zahlreiche Konzerte in Europa, Marokko, Tunesien, Ägypten, Jordanien, Libanon, Nord-Irak, Vereinigte Arabische Emirate, Sudan, Japan, China, Taiwan und Südkorea ist die Klarinettistin einem internationalen Konzert- und Festivalpublikum bekannt. Dabei wirkte sie an so unterschiedlichen Veranstaltungen mit, wie der WOMEX, dem Taipei International Arts Festival, dem China Shanghai International Arts Festival, dem Sofia Jazz-Festival oder dem Ankara Jazz Festival.
Im Jahr 2021 gründete sie das Duo "Magnetar Project" gemeinsam mit Zuzana Leharová an der Violine, welches experimentelle Sound- und Improvisationskonzepte entwickelt. 
Maye nahm an vielen Rundfunkproduktionen teil, insbesondere mit der Weltmusikformation Schäl Sick Brass Band und dem ensemble FisFüz trat sie mehrfach für den WDR auf, darüber hinaus auch für den SWR, Radio Bremen und verschiedene Rundfunksender in Südosteuropa, Nordafrika und Ostasien. Als Bühnenmusikerin war sie an verschiedenen Theaterproduktionen beteiligt (u. a. "Der Wunschpunsch" am Schauspiel Köln, "Der Sandmann" und "Das Dschungelbuch" unter der Regie von Robert Wilson am Düsseldorfer Schauspielhaus).
Seit 2001 unterrichtet Annette Maye an der Offenen Jazzhausschule Köln. Sie ist seit 2018 als Lehrbeauftragte für Klezmer & Weltmusik an der Hochschule für Musik und Tanz Köln am Standort Wuppertal tätig.
Im Jahr 2007 erschien ihr musikwissenschaftlicher Aufsatz über "Eric Dolphys italienisches Erbe: Das Bassklarinettenspiel des Jazzmusikers Gianluigi Trovesi", welcher in der musikwissenschaftlichen Online-Zeitschrift "Samples" erschienen ist. Maye wurde im selben Jahr von der GEDOK Köln als künstlerisches Mitglied aufgenommen.
Seit 2013 ist sie die künstlerische Leiterin des Multiphonics Festival, ein internationales Festival für kreative Klarinettenmusik mit spartenübergreifendem Schwerpunkt in Jazz, Weltmusik, improvisierter und zeitgenössischer Musik.
Maye lebt in Köln.

## Auszeichnungen
Als Mitglied von ensemble FisFüz wurde sie 1998 mit dem SWR-Weltmusik-Preis ausgezeichnet. Das PyromanDuo erhielt 2006 bei dem italienischen Wettbewerb Torneo Internationale Della Musica in der Kategorie Jazz den 1. Platz. Annette Maye erhielt 2016 den Künstlerinnenpreis NRW im Bereich Jazz in Kooperation des WDR Jazzpreises mit dem Ministerium für Familie, Kinder, Jugend, Kultur und Sport des Landes Nordrhein-Westfalen.

## Tonträger (Auswahl)
- ensemble FisFüz: Lale - Colours Of Eurasia, Pianissimo Musik 2019
- Clarinet Summit Clarinet Summit (2017), mit Perry Robinson, Gianluigi Trovesi, Bernd Konrad, Theo Jörgensmann, Sebastian Gramss, Albrecht Maurer und Günter Sommer (Maye spielt nur auf einem Stück)
- ensemble FisFüz: Bonsai, Pianissimo Musik 2016
- Annette Maye´s Vinograd Express & Gianluigi Trovesi: Remembering Masada, HGBS 2015
- Duo Doyna: Sammy´s Frejlach, Konnex 2015 (mit Martin Schulte)
- ensemble FisFüz: Mozart im Morgenland, Pianissimo Musik 2014
- ensemble FisFüz & Freiburger Spielleyt: Oriental Touch, Christopherus Verlag 2013
- ensemble FisFüz & Gianluigi Trovesi: Papillons, HGBS 2012
- Tabadoul Orchestra: world wide wahab, Westpark Music 2011
- ensemble FisFüz: Ashuré, Pianissimo Musik 2011
- ensemble FisFüz: Golden Horn Impressions, Peregrina Music 2009
- Duo Hubweber-Maye: Unchained Folk Songs, MV-NRW 2009
- ensemble FisFüz: Yakamoz, 2008 (Eigenvertrieb)
- Schäl Sick Brass Band: Prasti Music, Westpark Music 2006[8]
- PyromanDuo: Handle With Care, JazzHausMusik 2006[9]
- James Choice Orchestra: Live at Moers, Moers Music 2006[10]
- ensemble FisFüz: SimSim, Peregrina Music 2000[11]
- Döner Four One: Zum Mitnehmen, Eigenverlag 2000
- ensemble FisFüz: Bosphorus Fishing, Eigenverlag 1998